# 颱風南施 (1961年)
颱風蘭茜（英語：Typhoon Nancy，國際編號：6118，中國大陸編號：6123，聯合颱風警報中心：18W）是1961年太平洋颱風季第19個被命名的風暴。聯合颱風警報中心評定南施的接近中心最高持續風速為每小時345公里，與2015年颶風派翠莎並列，並可能成為全球有紀錄以來風速最高的熱帶氣旋之一（但一般認為當時氣象機構的人工預報傾向高估熱帶氣旋的風速，因此南施的風力數據仍有爭議，未獲承認為與派翠莎並列）。由於南施為日本帶來嚴重破壞，故日本氣象廳為它命名為第二室戶颱風（日语：第二室戸台風），為氣象廳10個命名颱風其中之一。

## 氣象歷史
一個熱帶低氣壓於1961年9月7日在瓜加林環礁附近（北緯8.8度，東經161.6度）形成，在不遠處先後迅速增強為熱帶風暴及颱風，命名為南施。受惠著西太平洋的水溫高、幅散及幅合強勁和風切變低的環境下，南施漸漸向西移動及爆發性增強，並於9月9日增強為五級颱風。在隨後幾天仍能維持其強度，於9月12日達到聯合颱風警報中心所定一分鐘平均風速185節（345公里每小時）的顛峰強度，其中心最低氣壓低至882百帕斯卡。
稍後，南施在琉球群岛登陸，並轉向偏北方向移動，掠過沖繩縣及奄美大島。之後轉向東北方向移動，趨向日本本州一帶。9月16日上午9時在室戶岬以西登陸，4小時後在兵庫縣尼崎市與西宮市之間再次登陸。登陸後的南施迅速橫過本州，且速度不斷加快，達到顛峰移動速度100公里每小時（65英里每小時）或55節。後南施掠過北海道，隨後進入鄂霍次克海並減弱為熱帶風暴，於9月17日受西風槽影響而轉變成溫帶氣旋，最後經過堪察加半島進入白令海。

## 影響
雖然事後仍未能計算所有在貨幣價值上的損失，但南施在關島和日本所帶來的破壞卻是「驚人的」。是次風災共釀成173人死亡，19人失蹤。然而「南施」這個熱帶氣旋名字並無退役，並多次用於往後在西北太平洋生成的颱風，直至1989年後正式退役。

### 關島
在關島地區，全島有過半農作物在強風和大雨下受到破壞。島上道路亦受到破壞，損失近40,000美元（以1961年計）。在南部的災情較為嚴重，幸島上無人死亡。

### 琉球群島
在沖繩縣內，低窪地區受到嚴重水浸，農田和建築物受到破壞，但無人死亡。而在奄美大島則有1人失蹤及1人受重傷，1艘船隻沉沒。當地的水浸為農作物和房屋造成破壞，152人無家可歸。

### 日本
在日本，有172人在風災中死亡、18人失蹤、另有3,184人受傷，是為日本史上第六多人死亡的風災。及時的熱帶氣旋警告以及防風準備令死亡人數減低。南施所帶來的破壞，比起其他颱風在日本人口密集地區所帶來的破壞相對地「較小」。
南施為日本帶來破壞，有11,539間房子被吹毀，32,604間住家被破壞，另有280,078間被淹浸。美國國防部旗下的官方報章《星條旗報》於9月尾報道，當地有1,056艘船隻和漁船沉沒或在岸邊擱淺，當中大多受到損壞。南施所帶來的洪水沖毀566座橋樑，並造成1,146起山泥傾瀉，2,053處道路被毀。 在大阪共造成5億美元（以1961年計）的損失。
由於南施為日本帶來嚴重破壞，故日本氣象廳為它命名為第二室戶颱風，是為氣象廳10個命名颱風其中之一。

## 紀錄
聯合颱風警報中心在9月12日派遣一架偵察機到南施的中心，並錄得其一分鐘持續風速為每小时345公里（215英里每小时）或185節；而中央氣象局則測出中心最大風速100公尺/秒，氣壓846hPa（後來修正為882hPa）。如果這些數據屬實的話，那麼南施會成為全球有紀錄以來風速最高的熱帶氣旋。可是，那個時代尚未有衛星，風速都是人工性預報推估數據，後來美国国家海洋和大气管理局發現在1940年代至1960年代期間對熱帶氣旋風速的計算被高估。換言之，南施的實際風速可能低於官方公佈的數值。
雖然當時薩菲爾-辛普森颶風風力等級尚未設立，但後來經過統計，南施能夠維持五級颱風長達五天半（或132小時），成為北半球有紀錄以來維持五級颱風時期最長的熱帶氣旋。

## 外部連結
- （英文）颱風南施報告，聯合颱風警報中心
- （日語）颱風南施資料 （页面存档备份，存于），日本氣象廳
- （中文）颱風南施資料[永久]，中央氣象局
- （英文）颱風南施路徑圖